# Brachinus catalonicus
Brachinus catalonicus es una especie de escarabajo de la familia Carabidae.

## Distribución geográfica
Es endémico del noroeste de la península ibérica (España).